# プログレスM-64
プログレスM-64はロシア連邦が国際宇宙ステーションの補給のために打ち上げたプログレス補給船。NASAではProgress 29、29Pなどと呼ぶ。プログレス-M(11F615A55)型であり、シリアル番号は364版だった。
2008年5月14日の20時22分にバイコヌール宇宙基地 1/5からソユーズ-Uで打ち上げられた。 クルスドッキングシステムの影響で予定より2分間遅れて、同年5月16日21時39分にザーリャのナディアポートにドッキングした。同年9月1日の19時46分のドッキング解除後、プラズマ・プログレス計画の自由飛行実験に1週間使用された。9月8日に軌道離脱し、20時47分に太平洋上の大気圏で燃え尽きる予定であったが、いくつかの破片が21時33分に太平洋上に落ちている。

## 輸送品
プログレスM-64はISSへの補給品2112kgを積んでいた。このうち1292kgはドライカーゴで食料品、科学研究用の装置、セルゲイ・アレクサンドロヴィチ・ヴォルコフ用のソコルKV-2宇宙服の交換品などであった。また、MRM-2を取り付けるためのズヴェズダのゼニスポート用ドッキングターゲットも積んでいた。
加えて、ドライカーゴにはISSのリブースト用燃料1230kg、船内の空気用に酸素29kgと空気21kg、水420kgが積まれていた。

## 註
1. ↑  “Progress Docks to Space Station”. Expedition 17.   NASA (2008年5月16日). 2009年4月8日閲覧。
2. ↑  Zak, Anatoly (2009年2月18日). “Progress cargo ship”.   RussianSpaceWeb. 2009年4月7日閲覧。
3. ↑  “Progress M-64 (ISS 29P)”.   Space Newsfeed. 2009年4月8日閲覧。
4. ↑  “ИНФОРМАЦИЯ по транспортному грузовому кораблю "Прогресс М-64"” (Russian).   Roskosmos (2008年5月8日). 2009年4月8日閲覧。 [リンク切れ]